# Vrtača (wieś)
Vrtača – wieś w Słowenii, w gminie Kostanjevica na Krki. W 2018 roku liczyła 7 mieszkańców.